# Ablabesmyia rasha
Ablabesmyia rasha är en tvåvingeart som beskrevs av Roback 1971. Ablabesmyia rasha ingår i släktet Ablabesmyia och familjen fjädermyggor.
Artens utbredningsområde är New Hampshire. Inga underarter finns listade i Catalogue of Life.